# Szuchaucy (przystanek kolejowy)
Szuchaucy (biał. Шухаўцы, ros. Шуховцы) – przystanek kolejowy w miejscowości Szuchaucy, w rejonie dubrowieńskim, w obwodzie witebskim, na Białorusi. Leży na linii Moskwa - Mińsk - Brześć. Jest to pierwszy przystanek położony na Białorusi od strony Moskwy.